# Cropani
Cropani (IPA: [ˈkrɔpani], Kropànion in greco bizantino) è un comune italiano di 4 872 abitanti della provincia di Catanzaro in Calabria. Il suo territorio era già abitato ai tempi della Magna Grecia, come dimostrano numerose evidenze archeologiche. Il centro storico, dominato dall'imponente Collegiata dell'Assunta (XIV secolo), è situato su una collina in prossimità del golfo di Squillace.

## Geografia fisica
(George Gissing, sul paesaggio fra Crotone e Catanzaro)

### Morfologia del territorio cropanese

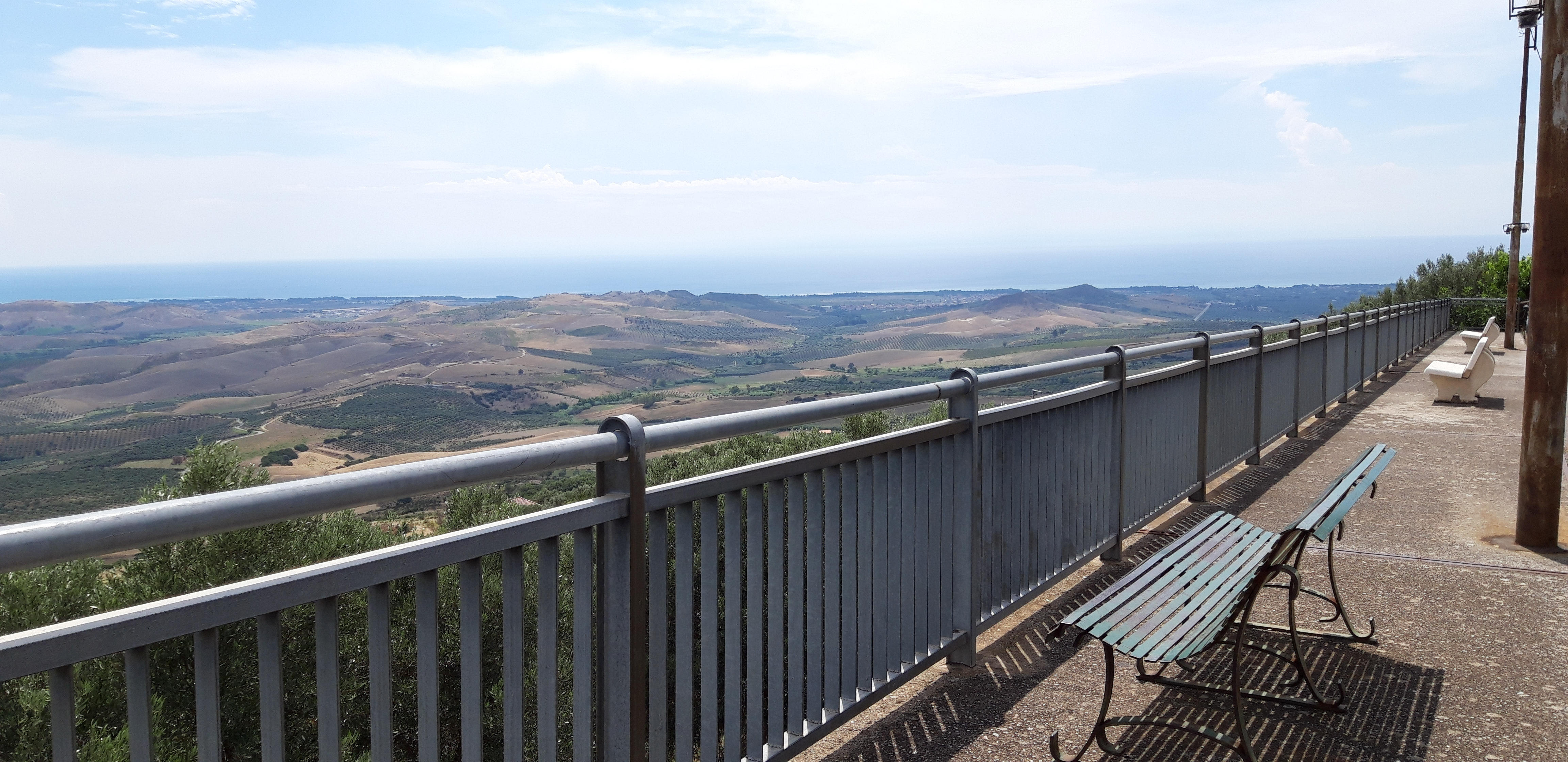
Il Golfo di Squillace visto da Cropani

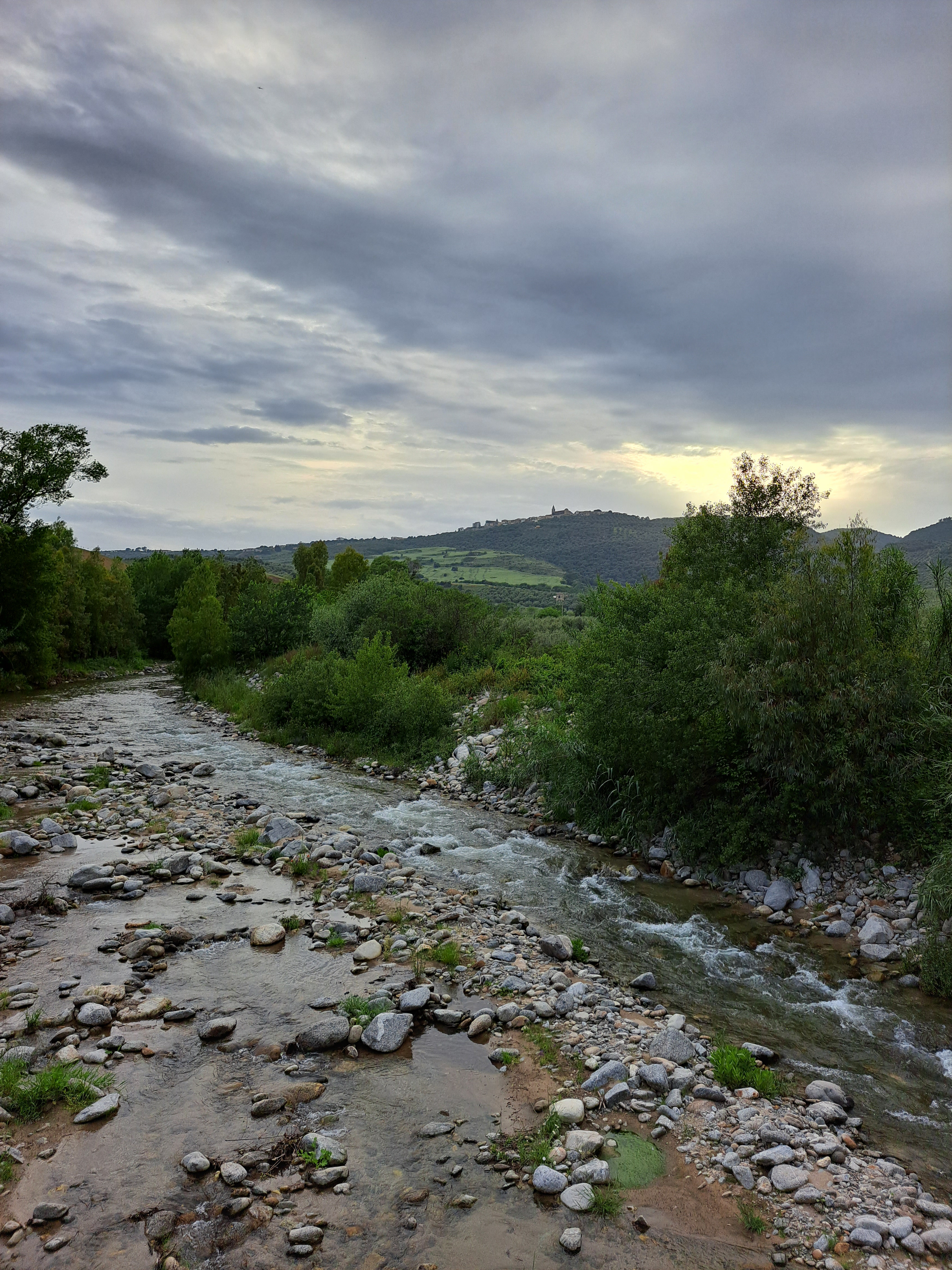
Il fiume Crocchio e il centro storico di Cropani sullo sfondo

Il territorio cropanese si estende dalla fascia costiera ionica sino alle prime pendici della Sila Piccola, presentando un'ampia varietà morfologica, divisibile in tre sezioni: la zona costiera, pianeggiante e ricca di macchia mediterranea, con dune sabbiose e litorale basso, soggetto a trasformazioni legate alle azioni del mare e del vento; la zona collinare, pari ad un'altura tra i 250 ed i 350 m s.l.m., con rilievi dolci e colline coltivate in gran parte ad oliveti; zona pre-montana, con boschi ed aree più scoscese. Il centro abitato più antico, Cropani Borgo si trova nella zona collinare del comune e ospita la sede municipale). Dall'altra parte del fiume Crocchio, che bagna l'intero territorio fino a sfociare nello Ionio, trova spazio la piccola frazione di Cuturella di Cropani. Mentre nella marginale zona pianeggiante è situata l'altra frazione Cropani Marina, un centro abitato che si estende dal mare alla Strada statale 106 Jonica. L'escursione altimetrica risulta essere pari a 704 m s.l.m..

### Clima
Il clima è tipicamente mediterraneo, con estati torride e caratterizzate da siccità; gli inverni sono miti con rare gelate e notevole piovosità, spesso concentrata nel periodo tra ottobre e marzo. Il territorio subisce l'azione di numerosi venti e correnti provenienti da nord-ovest nei mesi più freddi, e della brezza marina in estate, specie lungo la costa. 
L'escursione termica annuale è limitata, essendo intorno ai 20 °C.
Secondo la classificazione climatica dei comuni italiani, Cropani appartiene alla zona climatica C, con un riscaldamento solare pari a 1.264 GG.
Qui di seguito le medie mensili di alcune grandezze meteorologiche riferite al territorio cropanese. 
| Cropani                            | Mesi    | Mesi    | Mesi    | Mesi    | Mesi    | Mesi    | Mesi    | Mesi  | Mesi    | Mesi    | Mesi    | Mesi    | Stagioni | Stagioni | Stagioni | Stagioni | Anno |
| Cropani                            | Gen     | Feb     | Mar     | Apr     | Mag     | Giu     | Lug     | Ago   | Set     | Ott     | Nov     | Dic     | Inv      | Pri      | Est      | Aut      | Anno |
| ---------------------------------- | ------- | ------- | ------- | ------- | ------- | ------- | ------- | ----- | ------- | ------- | ------- | ------- | -------- | -------- | -------- | -------- | ---- |
| T. max. media (°C)                 | 13      | 13      | 15      | 18      | 23      | 27      | 31      | 30    | 27      | 22      | 17      | 14      | 13,3     | 18,7     | 29,3     | 22       | 20,8 |
| T. media (°C)                      | 10      | 10      | 11      | 14      | 18      | 22      | 26      | 25    | 22      | 18      | 14      | 11      | 10,3     | 14,3     | 24,3     | 18       | 16,8 |
| T. min. media (°C)                 | 6       | 6       | 7       | 9       | 12      | 16      | 20      | 20    | 17      | 14      | 10      | 7       | 6,3      | 9,3      | 18,7     | 13,7     | 12   |
| Precipitazioni (mm)                | 90      | 55      | 75      | 39      | 25      | 8       | 11      | 18    | 48      | 103     | 106     | 104     | 249      | 139      | 37       | 257      | 682  |
| Giorni di pioggia                  | 10      | 9       | 6       | 5       | 3       | 3       | 1       | 1     | 8       | 12      | 9       | 8       | 27       | 14       | 5        | 29       | 75   |
| Umidità relativa media (%)         | 75      | 73      | 72      | 72      | 68      | 62      | 57      | 62    | 64      | 74      | 78      | 75      | 74,3     | 70,7     | 60,3     | 72       | 69,3 |
| Eliofania assoluta (ore al giorno) | 4       | 5       | 6       | 7       | 8       | 9       | 10      | 9     | 8       | 6       | 5       | 4       | 4,3      | 7        | 9,3      | 6,3      | 6,8  |
| Vento (direzione-m/s)              | NNE 4,4 | NNE 4,4 | SSW 4,2 | SSW 4,4 | SSW 4,4 | SSW 4,4 | NNE 4,4 | S 4,4 | NNE 4,4 | NNE 4,4 | NNE 4,4 | NNE 4,2 | 4,3      | 4,3      | 4,4      | 4,4      | 4,4  |

### Idrografia
Ad est del territorio comunale scorre il fiume Crocchio. Cropani rientra, infatti, tra i comuni della Valle del Crocchio. Il fiume sfocia nella spiaggia di Cropani Marina (località Torre del Crocchio), con una portata variabile e soggetta a piene stagionali, creando in ogni caso un'interessante area naturalistica. Esistono poi altri torrenti e ruscelli minori, che scorrono maggiormente nei periodi piovosi, come il Torrente Frasso, localmente soprannominato "Scilotraco", che scorre in prossimità dell'omonima località e delimita il territorio comunale al confine con Sellia Marina, ed altri fossi, tra cui l'"Umbro- Nobile”
Suolo
I suoli variano da sabbiosi e sciolti ad argillosi e calcarei, man mano che ci si allontana dal mare. Dal punto di vista geologico la zona segna il passaggio tra i depositi alluvionali della costa e le rocce cristalline silane.
Flora e fauna
Il territorio é interamente ricoperto da macchia mediterranea nelle zone vergini e da uliveti, orti, seminativi ed aree pascolive nelle zone coltivate. Nella parte pedemontana, prevalgono zone boscate, con querce, pini, cipressi e, talvolta, castagni. Sul litorale resiste, invece, una parte dunale con vegetazione pioniera: si contano varie piante selvatiche di ginepro e di eringio marino, mentre di notevole importanza é la copiosa presenza del giglio di mare.
Anche la fauna è estremamente variegata: oltre a volpi, istrici, tassi, piccoli roditori, uccelli rapaci, cinghiali e scoiattoli neri meridionali, diffusi in tutto il territorio, si apprezzano, nelle zone più umide, specie in prossimità della foce del Crocchio, nota per la sua particolare biodiversità e, per tale motivo, inserita nelle aree SIC (Siti d’Interesse Comunitario), aironi guardabuoi, garzette, ed altre specie migratorie, tra cui il raro fratino eurasiatico, rettili, anfibi di ogni tipo, e, nella fascia costiera, stelle marine, polpi, occhiate, salpe, anemoni di mare, saraghi e, più raramente e quasi esclusivamente in primavera, gruppi di delfini in movimento o saltuarie nidificazioni di Caretta Caretta.

## Origini del nome
Le origini del nome "Cropani" sono tuttora discusse. Nel tomo I del trattato "Della Calabria illustrata", a cura di padre Giovanni Fiore, storico cropanese del XVII. sec., si riporta una relazione del cittadino Francesco Grano sulla storia del paese, a sua detta fondato da un condottiero di nome Croponia, fuggito, a causa di una violenta epidemia di peste, dall'ipotetica vicina città di Barbaro. Oltre a questa ipotesi, poco accreditata a causa delle scarsissime fonti relative all'effettiva esistenza di Barbaro, Fiore ne avanza un'altra, secondo la quale il nome deriverebbe da kēros (in greco antico cera, intesa come materiale e come sostanza pastosa prodotta dalle api), in quanto il territorio, in epoca medievale, era noto per la produzione di cere e per l'apicoltura. Ad avvalorare questa seconda ipotesi vi sono alcuni testi in cui Arturo Lattanzio, noto predicatore originario del paese, viene chiamato "il ceroponitano" (proveniente da "Ceropos"), e non "il cropanitano" (proveniente da "Cropos"). Tuttavia, l'ipotesi più plausibile è quella che sfrutta l'assonanza tra il nome Cropani e il termine greco "kropos", che significa letame, nell'accezione di terra grassa e fertile, caratteristica assolutamente calzante con la morfologia del territorio cropanese. 

## Storia

### Origini

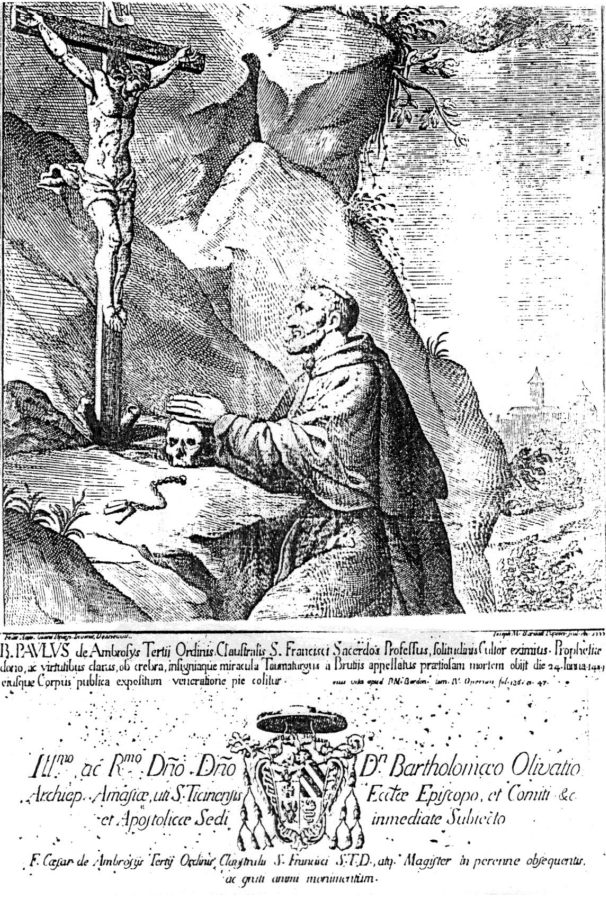
Rappresentazione del beato Paolo De Ambrosis

Le origini di Cropani, come quelle di qualunque agglomerato urbano sorto in tempi molto remoti, viaggiano tra leggenda e realtà. Parallelamente ai comuni confinanti, la storia di Cropani si intreccia con quella dell'arrivo in Calabria delle figlie del re di Troia Priamo, protagonista dell'Iliade omerica: secondo vari miti, infatti, Astiochena, Medicastena ed Attila (questi i nomi delle tre fanciulle), accompagnate dal condottiero Antenore nella loro fuga dopo la caduta di Troia, durante una sosta nel golfo di Squillace, convenuto che fosse il luogo migliore per stabilirsi tranquillamente, fondarono le città di Erapolis, Atenapolis e Palepolis, rispettivamente sui fiumi Crocchio, Simeri ed Alli, lasciando Antenore proseguire nel suo cammino, che lo porterà a fondare Antenorea, oggi Padova. La leggenda prosegue con la fusione delle tre città in una sola colonia sottoposta, con il tempo, alla dominazione romana, denominata Trischene (appunto "treis schenè", "tre luoghi"). Tra l'865 e l'875, la florida colonia di Trischene subisce i tragici effetti delle incursioni saracene e, forse anche grazie all'aiuto del generale bizantino Niceforo Foca, i sopravvissuti dell'antica città migrano verso le colline e la Sila, dove fondano molteplici villaggi, rocche e cittadini, tra cui Taverna (la più sviluppata demograficamente ed economicamente), Simeri, Belcastro e Cropani. 
Benchè sia impossibile dare credito non solo al mito, ma anche alla fattiva esistenza di una colonia prima greca e poi romana denominata Trischene, per mancanza di fonti dell'epoca (la prima menzione scritta risale al XIII sec.) e di espliciti manufatti archeologici, è assolutamente legittimo presumere che il territorio cropanese fosse già abitato al tempo della Magna Grecia, specie se si considera che il fiume Crocchio si trovava in una posizione estremamente strategica per i commerci mediterranei, ed era anche navigabile, a detta del famosissimo storico latino Plinio il Vecchio. A tal proposito, scavi archeologici condotti in Località Acqua di Friso, alla fine degli anni '90, hanno dimostrato la presenza di un antico santuario greco (VI - V secolo a.C.), nel quale sono stati rinvenuti numerosi materiali ceramici e metallici, oggi esposti presso l'Antiquarium comunale. Altri scavi in località Basilicata hanno invece riportato alla luce una villa romana (II - I secolo a. C.), mentre in località Chiaro è stato rinvenuto un consistente scarico di scarti di vasellame fittile da trasporto, da ascrivere ad una vasta area produttiva di età romana. 
Successivi scavi hanno riportato alla luce, sempre in località Basilicata, un'antica necropoli bizantina, con annessa piccola basilica. Questo ritrovamento sembra suggerire l'esistenza di un piccolo villaggio del VI secolo, quando le invasioni barbariche e la guerra greco-gotica fecero sì che gli agglomerati assumessero un carattere difensivo ponendosi in zone difese militarmente o naturalmente. Nonostante dunque l'origine di Cropani sia incerta, le evidenze archeologiche propendono per quella bizantina, da collocarsi nel VI secolo, quando anche i monaci basiliani scelsero questo luogo perché strategico per difendersi da attacchi stranieri. Si è ipotizzato la cittadina già esistesse intorno all'800. A tal proposito, lo storico Giovanni Fiore, nella sua Della Calabria illustrata, racconta che nell'anno 831 giunsero nei pressi di Cropani alcuni mercanti veneziani, tornati da Alessandria d'Egitto dove avevano prelevato le spoglie dell'evangelista Marco. Secondo questa ricostruzione, la nave affrontò una vigorosa tempesta e naufragò in corrispondenza della spiaggia cropanese. Gli abitanti del luogo soccorsero i mercanti e questi, come segno di riconoscenza, donarono loro un frammento della rotula del ginocchio destro del santo, custodito tuttora nella Collegiata di Santa Maria Assunta. In seguito, i veneziani concessero ai cropanesi la cittadinanza onoraria di Venezia, come risultava da documenti andati distrutti nell'incendio del municipio del 1947.

### Periodo medievale
Al dominio bizantino subentrò, nel 1050, quello normanno: iniziò così il lungo periodo feudale. A partire dal 1240 sotto il dominio dei conti D'Aquino, Cropani fece parte della Contea di Belcastro. A questo periodo risale probabilmente la costruzione del monumento più importante e imponente del territorio comunale, ovvero la Collegiata di Santa Maria Assunta, notevole esempio di architettura romanica. Resasi autonoma nel 1375, Cropani venne governata dai baroni della famiglia Ruffo. Successivamente, dopo un susseguirsi di signori, con un decreto regio nel 1444 Alfonso V d'Aragona accorpò Cropani al Regio Demanio. Durò solo cinque anni (1460-1465) la signoria della potente casata napoletana dei Sanseverino, dopo di che Ferdinando I riportò Cropani nel Regio Demanio. Il governo passò poi a Ferdinando di Guevara che lo tenne fino al 1486. Nel 1487, fú eretta la Contea di Belcastro con Cropani e Zagarise, e fú investita al Condottiero Gian Giacomo Trivulzio il Grande, Marchese di Vigevano, Duca di Melfi e di Venosa (1495). In quegli anni, Cropani fu un centro spirituale di notevole importanza. Nel suo territorio sorsero, infatti, numerosi conventi, di cui oggi rimangono solo i ruderi, fatta eccezione per il Convento di Santa Maria degli Angeli (XVII secolo) ancora in funzione. In questo contesto si colloca la figura del beato Paolo De Ambrosis, religioso del Terzo ordine regolare di San Francesco, nato a Cropani nel 1432. Il beato visse per un periodo in uno dei conventi costruiti poco fuori dalle mura di Cropani (Convento di SS. Salvatore), per poi ritirarsi in solitudine presso l'eremo di Santa Maria dello Spirito (a Scavigna), dove morì nel 1489. Le sue reliquie sono conservate all'interno di una statua lignea nella Collegiata, dove furono trasferite nel 1652.  Nel 1527 Cropani subì un saccheggio da parte dei francesi e l'anno dopo fu colpita dalla peste che uccise 1 400 persone. Nel XVI secolo passò al governo spagnolo di Costanza d'Avalos che lo cedette, nel 1541, al nipote Alfonso, il quale lo vendette a sua volta, l'anno successivo, a Ferrante d'Aragona. Nel 1562 fu incendiata dai turchi; un anno dopo, invece, fu saccheggiata dagli uomini del brigante Marco Berardi, detto re Marcone. Il 13 luglio 1586 subì un nuovo attacco da parte dei turchi e ne uscì semidistrutta.

### Periodo moderno
Molti altri signori si alternarono al governo di Cropani fino al 1806, tra cui Pietrantonio Ferrari, poi andò ai Sersale fino ai Ravaschieri, fra il 1615 e il 1701; in seguito fu sotto il dominio dei De Fiore di Nicastro. Il terremoto del 1783 provocò alcuni danni agli edifici: ne rende testimonianza il successivo rifacimento interno della Collegiata dell'Assunta. L'ordinamento amministrativo deciso dal Generale Championnet nel 1799 includeva Cropani nel Cantone di Catanzaro, Dipartimento della Sagra. L'ufficio postale, come istituto, fu fondato nel 1806; l'anno successivo Cropani fu dichiarata sede del Registro e di notaio. Sempre nel 1807, fu Luogo nel Governo di Belcastro e nel 1811 fu elevato a Comune e Capoluogo di Circondario. Nel 1946 vi venne aggregata la frazione di Cropani Marina, fino ad allora suddivisa fra i comuni di Albi e di Magisano.

## Monumenti e luoghi d'interesse
Il nucleo artistico di Cropani è rappresentato dal Duomo e da altre sei chiese minori. Per quanto riguarda gli edifici civili, meritano di essere menzionati alcuni palazzi storici, la Torre di guardia del Crocchio e l'Antica Porta che in passato sanciva l'ingresso nell'attuale centro storico paesano.

### Architetture religiose

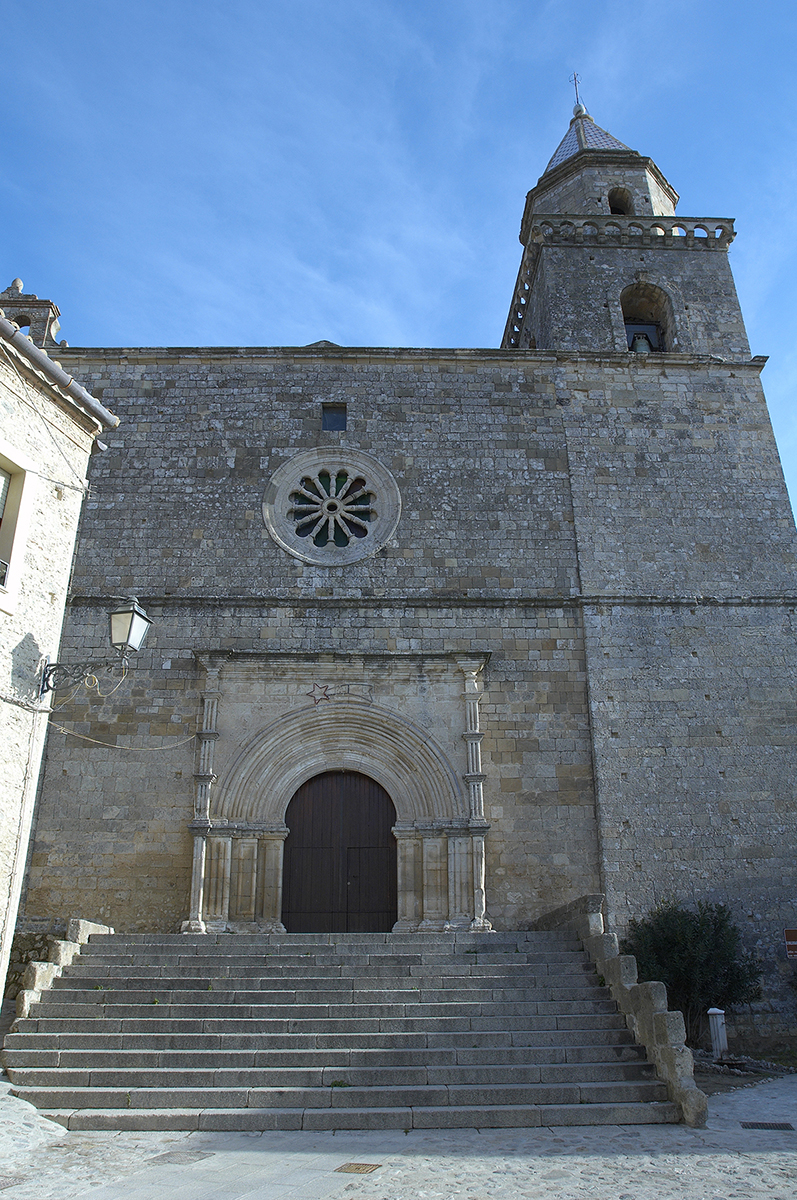
Facciata della Collegiata dell'Assunta

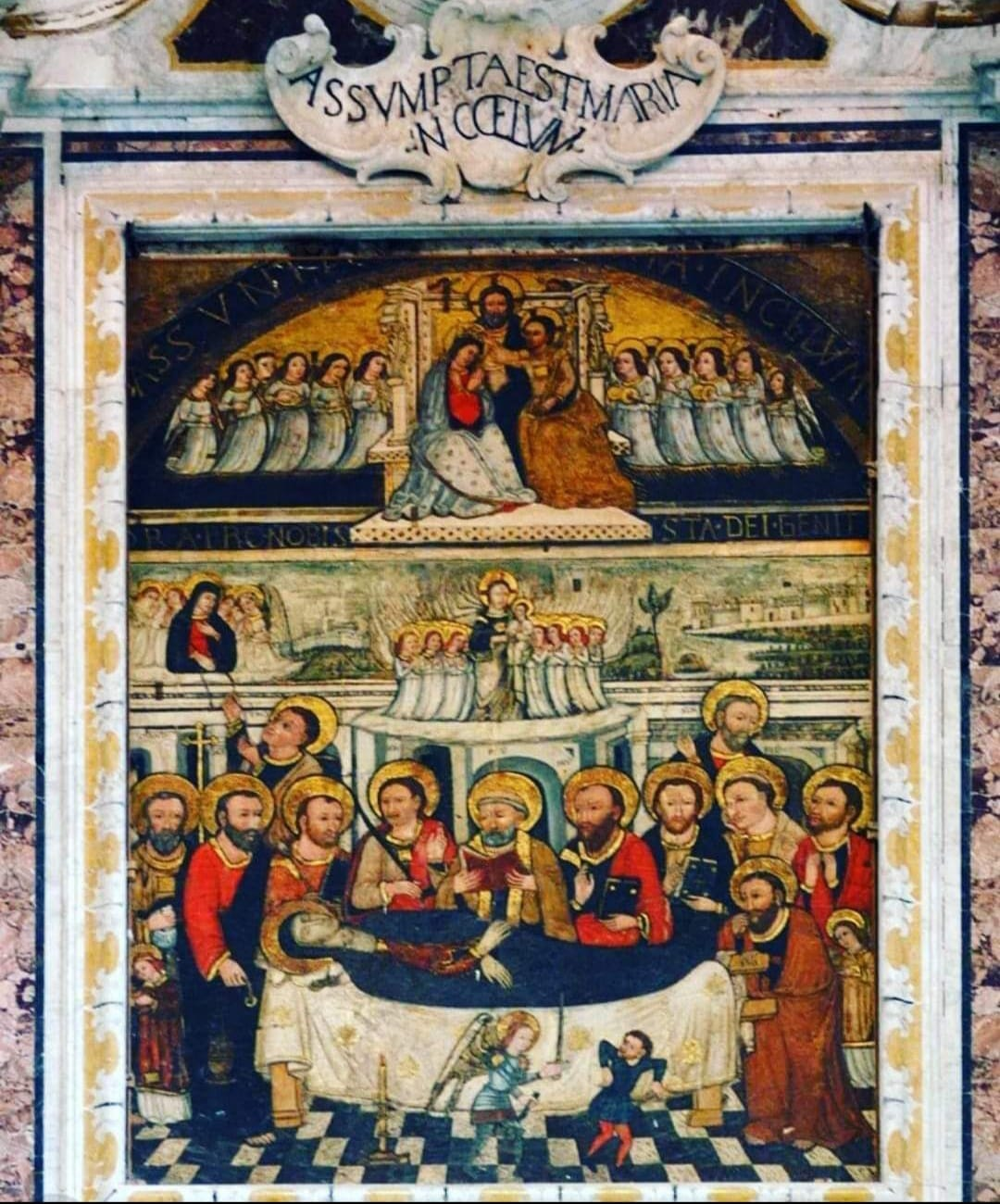
La "Dormitio Virginis" conservata nella Collegiata dell'Assunta

Collegiata dell'Assunta: la Chiesa Matrice o dell'Assunta è un monumentale edificio, il cui primo impianto risale probabilmente al XIII secolo. Nonostante l'imponenza dell'edificio, non sono pervenute fonti storiche che permettono di datarne la costruzione. La maggior parte degli studiosi concorda nel ricondurre l'edificio al XIV secolo, anche se alcuni intravedono un'influenza catalana sul portale principale, che potrebbe quindi ricondurre l'edificio al XV secolo.  La struttura realizzata con grandi blocchi di granito tufaceo, spicca per il suo imponente campanile (alto 32 metri a fronte degli originali 47). Esso presenta otto monofore, al terzo e al quarto piano, e termina con una cuspide piramidale a otto facce rivestite di maiolica. Nel 1756 il campanile fu ampiamente ricostruito perché seriamente danneggiato da un fulmine. La facciata è stata costruita con blocchi di pietra locale: arenaria, calcare e tufo. La scalinata granitica conduce al portale principale, costituito da quattro archi tufacei concentrici a tutto sesto, compresi fra due colonne e un architrave. La posizione decentrata del portale lascia ipotizzare che potesse trattarsi di una struttura originariamente più ampia. Sopra il portale, è collocato il rosone gotico con dodici colonnine a raggiera, simbolo del comune di Cropani. La facciata laterale presenta un portale secondario in pietra scolpita, con lesene scanalate e timpano spezzato da cui emerge un elemento di tipo gorgoneion. Il portale risale al XVI secolo, e presenta caratteristiche comuni a quello del Duomo di San Michele (XVI secolo) nella vicina Belcastro. L'interno, a navata unica convergente a grande arco verso l'abside, è stato in gran parte ricostruito nel Settecento, a seguito dei terremoti che colpirono la Calabria, e presenta dieci archi laterali su lesene con capitelli compositi, corrispondenti a delle cappelle, il tutto decorato con stucchi in stile barocco. La chiesa dell'Assunta custodisce notevoli opere d'arte tra cui statue, reliquie, dipinti in stile barocco settecentesco e un notevole soffitto ligneo arabescato. Al centro del soffitto troneggia la "Gloria di Maria Assunta in Cielo", tela del Settecento di forma ellissoidale di Giuseppe Pascaletti. A Cristoforo Santanna si deve invece la "Cacciata dei Venditori dal Tempio", maestosa tela a schermo panoramico posta sul muro interno del portale principale. Tuttavia, l'opera di maggiore interesse artistico e storico la "Dormitio Virginis", tavola quattrocentesca, di fattura bizantineggiante e con influenze catalane, collocata sull'altare maggiore. Secondo la leggenda, il dipinto giunse a Cropani in condizioni miracolose. Un vascello approdato sul lido di Cropani per rifornirsi di legname proveniente dalla Sila aveva a bordo questo quadro trafugato a Costantinopoli, dipinto per mano di San Luca. Tuttavia, dopo aver fatto il rifornimento il vascello non riusciva a ripartire a causa delle condizioni meteorologiche avverse. Uno dei marinai sognò la Madonna che comandò di lasciare il quadro nella Collegiata di Cropani. Così venne fatto e la nave poté salpare. L'iconografia del dipinto è fedele a quella bizantina. Il dipinto si sviluppa su tre livelli: nel primo la Vergine adagiata sul catafalco e circondata dagli apostoli, e in basso un angelo (San Michele?) che scaccia via un eretico; nel secondo livello Cristo che accoglie tra le braccia l'anima della Vergine rappresentata come bambina, circondato dal coro degli angeli, con la Città Celeste sullo sfondo; nel terzo livello Dio in trono con Gesù e la Vergine in abiti regali, e un coro angelico. Un soggetto identico con analoga struttura è ripreso in un affresco del XVI secolo nella Cattolica di Stilo. È interessante notare come le vicende del quadro siano molto simili a quelle legate alla rotula di San Marco, anch'essa conservata nel duomo e donata ai cropanesi da mercanti veneziani, che testimoniano il ruolo di cerniera tra Oriente e Occidente del paese. L'altare maggiore della Collegiata, in marmi colorati, è stato realizzato da Silvestro Trocoli (XVIII secolo), in stile barocco napoletano. Dietro l'altare si trova il coro ligneo del Settecento, con dodici posti, su cui sedevano i dodici canonici della Collegiata. Dietro uno di questi posti si nasconde un passaggio segreto, che tramite scale a chiocciola permette di salire in tre camere nascoste all'interno della cupola. L'abside è coperta dal una imponente cupola, che all'esterno è decorata mediante tegole disposte al contrario. Altre opere importanti custodite nella Collegiata sono: la tela del Seicento intitolata "Visita di Maria ad Elisabetta"; una statua marmorea del 1588, la "Madonna delle Grazie" di scuola gaginiana; e il battistero del Cinquecento, dotato di un ciborio di forma ottagonale in legno intagliato e a foglia d'oro. All'interno del duomo di Santa Maria Assunta, nel volume che compone la cappella cinquecentesca attigua alla sagrestia, è possibile visitare il piccolo museo "Antiquarium Diocesano". Esso ospita numerose opere d'arte sacra, tra le quali: reliquiari a mezzobusto scolpiti a tutto tondo, finemente decorati in foglia d'oro damaschinata risalenti al XVI secolo; preziosi oggetti in argento e paramenti sacri settecenteschi; oltre a un interessante tabernacolo in marmo scolpito a bassorilievo risalente al 1545. Nel 2024 sono stati completati i lavori di restauro e la Chiesa è nuovamente accessibile al pubblico. 
Chiesa di Santa Lucia:  la Chiesa di Santa Lucia risale al XIII secolo, e rappresenta quindi l'edificio religioso più antico e attualmente in uso del paese. L'edificio è ubicata in pieno centro storico, sul perimetro di Piazza Casolini, ed è stata sottoposta a restauro nel 1971. Date le sue piccole dimensioni si è ipotizzato che in origine la chiesa servisse da cappella per un edificio di più grandi dimensioni.Da fonti ecclesiastiche, pare che la chiesa sia stata costruita come cappella gentilizia della famiglia Cosentino di Catanzaro, il cui stemma è visibile nella facciata, sormontato da uno stemma pontificio marmoreo risalente al XVI secolo. Quest'ultimo mette in risalto il legame spirituale con la basilica romana di San Giovanni in Laterano. La chiesa presenta in facciata anche due possenti monofore, in stile bizantino. Il portale d'ingresso ad arco è in granito e l'interno è caratterizzato da un antico soffitto di legno a cassettoni colorati.

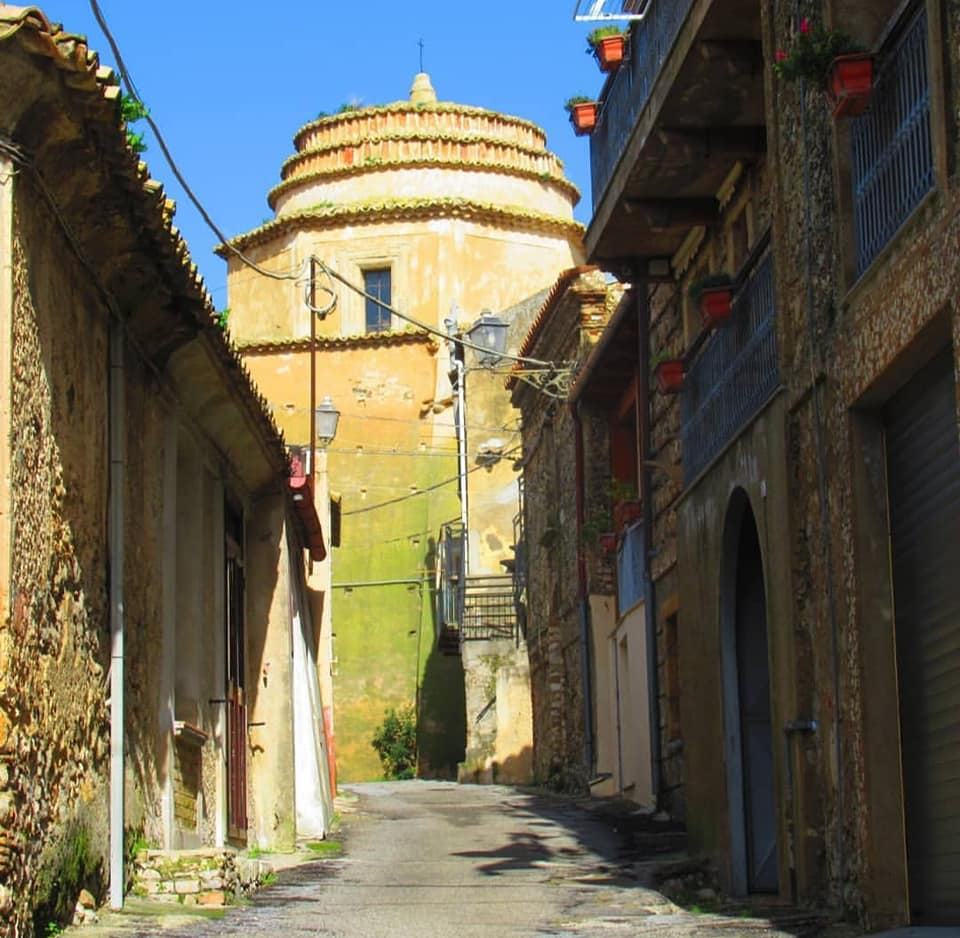
La cupola della Chiesa di San Giovanni

Chiesa di Santa Caterina: la Chiesa di Santa Caterina risale ai primi anni del XVI secolo. Essa fa parte di un complesso monumentale che include la chiesa di Sant'Anna, i locali dell'attuale Antiquarium comunale di Cropani, e un'antica fornace nella quale venivano lavorate ceramica e materiali metallici, tra il XVI e il XVII secolo. La chiesa è stata soggetta a rifacimenti in seguito ai terremoti del 1638 e del 1783. Il portale d'ingresso in granito è preceduto da un grande ballatoio, ed è sovrastato da un finestrone di forma mistilinea. L'interno è a navata unica con abside a base quadrata ed è decorato con stucchi barocchi. L'altare maggiore è in marmi policromi, di scuola napoletana del Settecento; dietro di esso è collocata la statua in legno dorato di Santa Caterina, del XVI secolo. Sono presenti, inoltre, altari lignei e marmorei del Settecento, la Via Crucis in tele e quadri in artistico "chiaro/scuro", molti frascheggi baroccheggianti intorno alle volte. Tra gli altari spicca quello dedicato a San Giuseppe in legno intarsiato e colorato, in stile francescano. L'interno conserva un coro ligneo della fine del XIX secolo. In questa chiesa un tempo operava la " Congrega di santa Caterina e di san Giuseppe"..
La chiesetta di Sant'Anna (XVI secolo).  la chiesa di Sant'Anna è un piccolo gioiello in stile barocco posto di fianco alla chiesa di santa Caterina d'Alessandria. Come quest'ultima, l'impianto della chiesa risale al XVI secolo, tuttavia l'interno è stato successivamente rimaneggiato. Esso è caratterizzato dalla presenza di coro ligneo settecentesco utilizzato dalla congregazione di santa Caterina per riunirsi, e un altare in stile prettamente barocco dove un tempo troneggiava la statua lignea raffigurante sant' Anna.
Chiesa di San Giovanni: la chiesa di San Giovanni risale alla fine del XVI secolo, e insieme all'antico Ospedale dei pellegrini (pesantemente rimaneggiato nel XX secolo), costituisce un complesso monumentale. A fianco alla facciata si colloca un'alta torre campanaria a base quadrata, che ospita un concerto di due campane. Per mezzo di tre gradoni in pietra si accede all'ampio portale in granito. Sul portone, all'interno sopra la cantoria, è presente un'epigrafe che lascia intendere che l'edificio sia stato restaurato nel 1752, presumibilmente a causa di un crollo. Un arco a tutto sesto precede l'altare maggiore, sul quale è posta una notevole tela del '600, "Il Battesimo di Cristo", attribuita al pittore caravaggista Andrea Vaccaro. Tale quadro fu trafugato nel 1971 e recuperato tre anni più tardi. In questa chiesa si conserva la Naca (il Cristo morto), di fattura settecentesca in stile napoletano, che viene portata in processione il venerdì santo per le vie del paese, accompagnata come da tradizione dalla banda musicale locale e dagli antichi canti sulla passione di cristo. È un trono meraviglioso adornato di damaschi, seta, cristalli e diamanti al cui centro vi è la madonna addolorata che regge nel proprio grembo il proprio figlio morto. Nella stessa cappella della Naca troviamo la statua di san Giovanni evangelista i cuoi capelli sono veri appartenuti ad una ragazza morta il secolo scorso. Merita di essere menzionata anche la presenza di vari dipinti databili tra il Settecento e l'Ottocento. Un tempo in questa chiesa operavano la " Congrega di san Giovanni" e le suore dell'Immacolata d'Ivrea che abitavano l'annesso convento (ex Ospedale dei pellegrini)..
Chiesa della Madonna della Catena: la chiesa della Madonna della Catena è un piccolo edificio di culto, più volte sottoposto a restauro, il cui primo impianto risale probabilmente al XVI secolo. La tradizione vuole che essa sia stata edificata da un ricco possidente locale, rapito dai briganti e liberato grazie alla miracolosa intercessione della Madonna della Catena; un quadro conservato nella sagrestia rappresenta quest'episodio. Il campanile è a tre ordini e a pianta quadrata, sovrastato da una torretta a pianga ottagonale, che imita i campanili della Collegiata e della Chiesa di Santa Caterina. Il piccolo portale conduce all'interno, a navata unica; sopra l'altare maggiore a forma di "M", una nicchia ricavata nella parete custodisce la preziosa statua lignea della Madonna della Catena.
La Chiesa di Santa Maria degli Angeli: la chiesa di Santa Maria degli Angeli, comunemente detta Chiesa di Sant'Antonio, è collocata a nord del paese. La chiesa rientra nel complesso del Convento dei Cappuccini, fondato nel 1619. La semplice facciata contiene un portale in pietra a tutto sesto, sormontato da un finestrone squadrato. All'interno la chiesa conserva la preziosa tela seicentesca della Madonna degli Angeli tra San Francesco d'Assisi e San Bonaventura da Bagnoregio. La tela è inserita in un altare ligneo intarsiato, in stile francescano. All'interno del Convento si trova l'antico chiostro con pozzo. 

### Architetture civili e militari
Tra le architetture civili si segnalano alcuni palazzi appartenuti alle famiglie notabili di Cropani, costruiti principalmente tra il XIX secolo e l'inizio del XX secolo. 

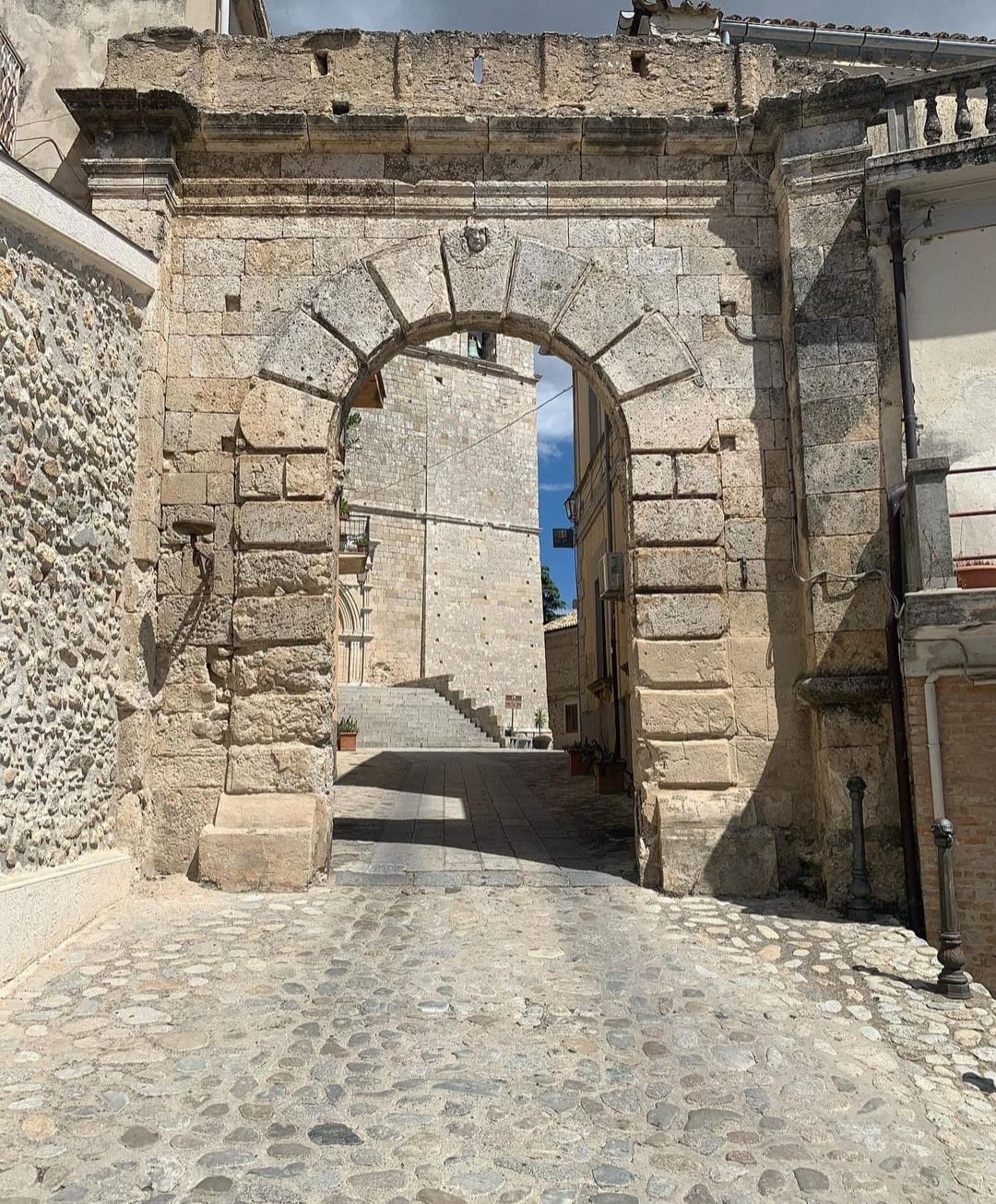
L'Antica Porta

Il Palazzo Colucci è un edificio costruito su due livelli nei primi anni del XX secolo. La facciata principale in pietra contiene due piccoli balconi in ferro battuto; il portale è ad arco in pietra di granito. Nell'interno sono conservati gli arredi dell'epoca; dall'atrio si accede ad una scala che conduce al piano superiore. Il complesso comprende anche un ampio giardino con annessi diversi stabili, in passato adibiti alla frangitura delle olive, che custodiscono l'antica macina a due ruote con torchio
Il Palazzo Quaranta, costituito da due livelli, è dei primissimi anni del XIX secolo La costruzione è appartenuta a varie famiglie notabili tra cui le famiglie Corabi e Dolce fino al 1919. Nel 1919 il palazzo fu acquistato da Quaranta Pietro ed è attualmente posseduto dai suoi eredi. Il palazzo presenta una facciata con portale ad arco in pietra tufacea e all'interno dell'androne si può ammirare un dipinto del pittore cropanese Giuseppe Colucci raffigurante l'Immacolata Concezione.
Il Palazzo De Paola, risalente al XIX secolo, presenta una facciata con un portale ad arco a blocchi tufacei, con un portico sormontato da una balconata in pietra che percorre l'intero perimetro della facciata.
Tra le architetture militari spiccano la Torre del Crocchio e i resti dell'antica cinta muraria del nucleo storico
La Torre di Crocchio, era l'antica torre di guardia eretta alla foce del fiume Crocchio per difendersi da possibili attacchi provenienti dalla costa ionica. La sua costruzione è stata iniziata intorno al 1594; il mastro addetto all'edificazione, durata alcuni decenni, era Adante o Dante Cafaro, al quale i Gesuiti tre anni più tardi commissionarono la costruzione di una torre nel vicino villaggio di San Leonardo. In una fase successiva, come emerge da alcuni documenti notarili dell'epoca, la torre fu utilizzata come magazzino dove venivano depositati legname e grano.
L'Antica Porta (XIII secolo), comunemente detta 'l'arco2, è costituita da un ampio arco in granito oggi nei pressi della piazza principale ed era la porta di accesso al borgo fortificato. Ai lati della porta tufacea sono collocati due mascheroni con funzione apotropaica. Immediatamente dietro la porta si staglia la facciata principale della Collegiata dell'Assunta.

### Altre costruzioni

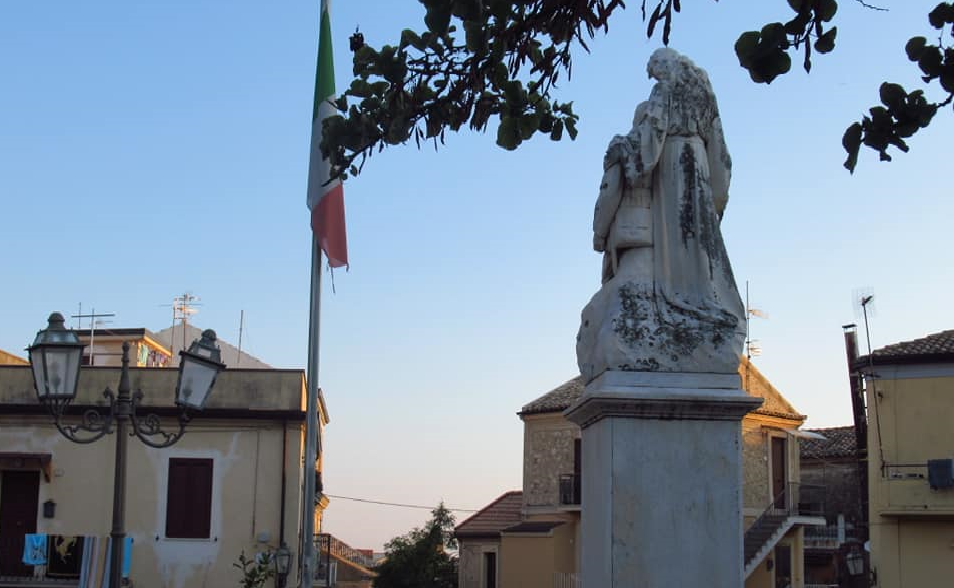
Il Monumento ai Caduti di Cropani (1935)

Lungo la SS180, la strada principale che attraversa il centro cittadino, si incontra il Monumento ai Caduti per la Patria della prima e seconda guerra mondiale. La statua ritrae un soldato ferito sorretto dalle braccia della madre Italia. Il monumento in marmo di Carrara è stato realizzato dall'artista di Pietrasanta Ubaldo Arzellino. Venne inaugurato nel 1935 in presenza delle maggiori autorità provinciali.
Tra le altre costruzioni di interesse storico-artistico occorre ricordare: la casa natale del Beato Paolo De Ambrosis (1432-1489); la casa canonica (XIX secolo); le "Sette Colonne", ossia le rovine del monastero "Santa Maria della Sana" (1687); il monastero "Beata Vergine del Soccorso" dei Frati Minori (XIV secolo), i cui ruderi si trovano nei pressi della casa canonica; il monumento del Calvario, restaurato nel 2008, nei pressi della chiesa di Sant'Antonio.
La comunità cropanese ha inoltre onorato la memoria di tre suoi importanti concittadini (il Beato Paolo, Padre Giovanni Fiore e il medico Agazio Traversa) con tre rispettive statue collocate nel centro storico.

### Siti archeologici
Dagli scavi archeologici in località Acqua di Friso è emersa un'area santuariale greca (VI - V secolo a. C.), in cui è possibile riconoscere delle strutture stabili (sacello e due favisse). Il complesso doveva probabilmente comprendere oltre agli edifici di culto anche costruzioni di servizio per il clero ed eventuali spazi per l'accoglienza dei pellegrini. Notevole quantità di materiale ceramico e metallico è stato rinvenuto durante gli scavi, principalmente ex voto e oggetti adoperati durante le cerimonie religiose
Gli scavi archeologici in località Basilicata hanno portato alla luce i resti di una villa rustica romana, forse risalente alla prima fase della costruzione di impianti rurali, di epoca tardo-repubblicana (II secolo - I secolo a.C.). Sono visibili molti resti delle mura della villa con alzate di 70/80 cm; è altresì riconoscibile la pars fructuaria (zona produttiva), documentata da parte di un'ara di un torchio vinario e da un lacus vinarius a pianta rettangolare, costituito da muretti in mattoni rivestiti, internamente ed esternamente, da malta idraulica. Suddetto torchio, probabilmente, era usato per la premitura delle vinacce e per la successiva decantazione del mosto. Si pensa che la villa fu abbandonata nella prima metà del I secolo a.C., presumibilmente per essere annessa ad un più esteso latifondo.
Sempre in località Basilicata sono stati rinvenuti i resti di un piccolo edificio di culto cristiano con circostante sepolcreto, riconducibile al VI - VII secolo d.C. L'area doveva essere annessa a un piccolo villaggio. 
Tutti i reperti archeologici raccolti nelle campagne di scavi, assieme a reperti di altri siti archeologici del circondario, sono raccolti presso l'Antiquarium comunale di Cropani. 

## Società

### Evoluzione demografica

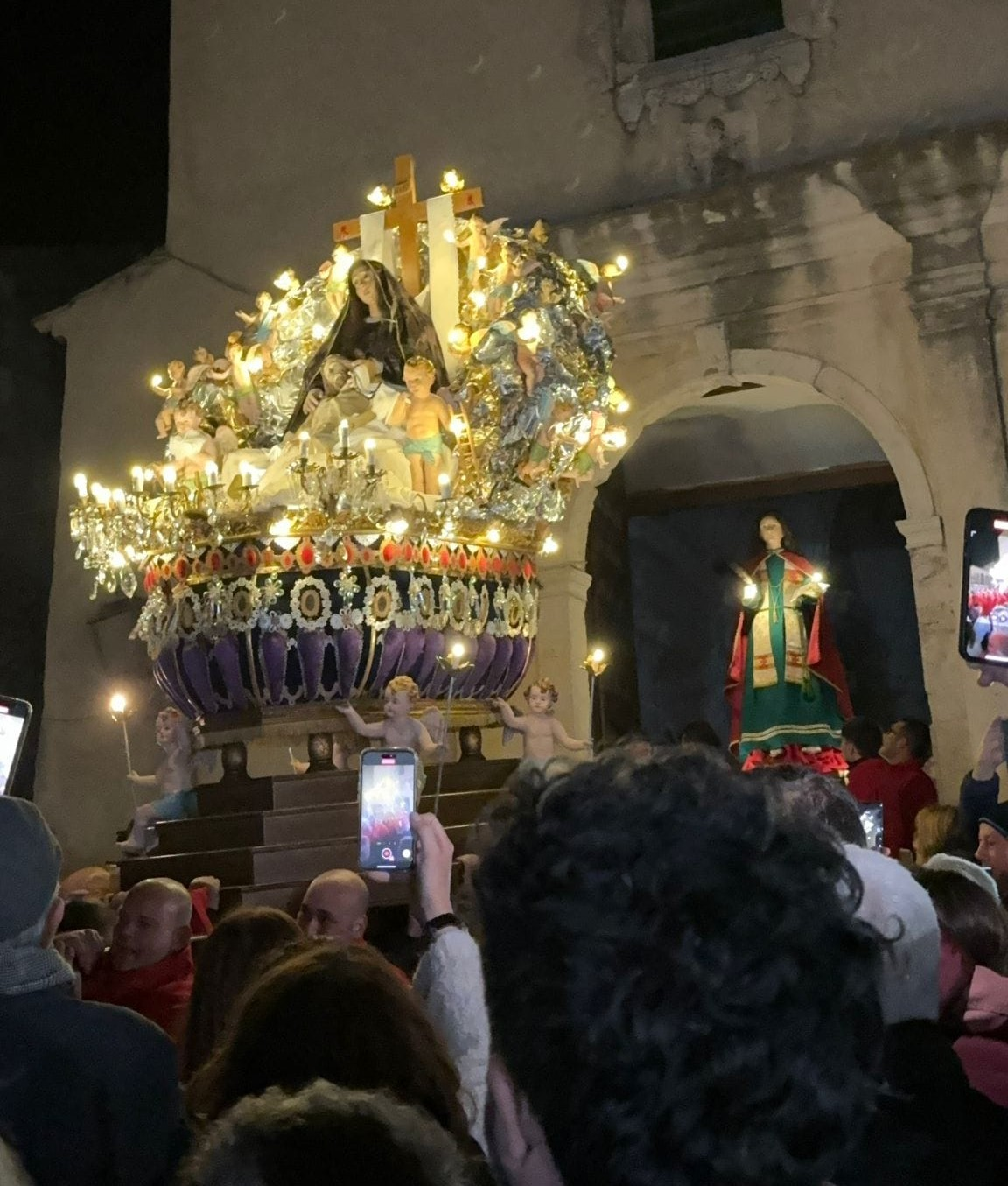
La tradizionale processione della Naca

Abitanti censiti

### Tradizioni e folclore
Tra le tradizioni locali spicca la Processione della Naca. La notte del venerdì santo un lungo corteo parte dalla Chiesa di San Giovanni e visita tutte le chiese del nucleo storico, in una processione della durata di alcune ore. La preghiera è tradizionalmente accompagnata dalle marce della Banda Musicale di Cropani. In testa al corteo si pone lo stendardo, seguono poi due persone che portano la croce, una delle quali porta la croce sulle spalle e a piedi scalzi, sostenuta nel suo cammino dal cireneo. Segue poi l'imponente struttura settecentesca della Naca, portata a spalla. Infine, la statua di San Giovanni Evangelista.

## Cultura

### Scuole
L'Istituto Comprensivo Statale di Cropani è costituito da sette plessi, per un totale di nove scuole dedicate all'istruzione pubblica. Cropani Superiore ospita una scuola dell'infanzia, una scuola primaria e la scuola secondaria di I grado "Alfonso Dolce". Nella frazione di Cropani Marina sono ubicate una scuola dell'infanzia, due scuole primarie e una scuola secondaria di I grado. Infine, Cuturella di Cropani annovera una scuola dell'infanzia e una scuola primaria.

### Il museo Antiquarium
L'Antiquarium è strutturato su due livelli: al piano terra sono posti undici pannelli che illustrano le caratteristiche geo-morfologiche del comprensorio del medio Ionio e dei principali siti archeologici ivi presenti (Sellia Marina, Sersale, Cropani, Botricello, Marcedusa). La stanza del piano soprano, collegata alla cappella sconsacrata dell'Oratorio di S. Anna, ospita sei vetrine fornite di materiale didattico, nelle quali sono esposti in ordine cronologico dei documenti che vanno dal periodo preistorico e protostorico all'età greca, ellenistica, romana e alto-medievale.
Meritano di essere menzionate due teche dedicate all'età greca tardo-arcaica, che ospitano i reperti provenienti dall'area sacra (VI-V secolo a.C.) sita in località Acqua di Friso, nella frazione Cropani Marina. Parimenti interessanti risultano i manufatti provenienti dalla chiesa situata in località Basilicata e dalla Basilica di Botricello, entrambe datate VI-VIII secolo.

### Cucina

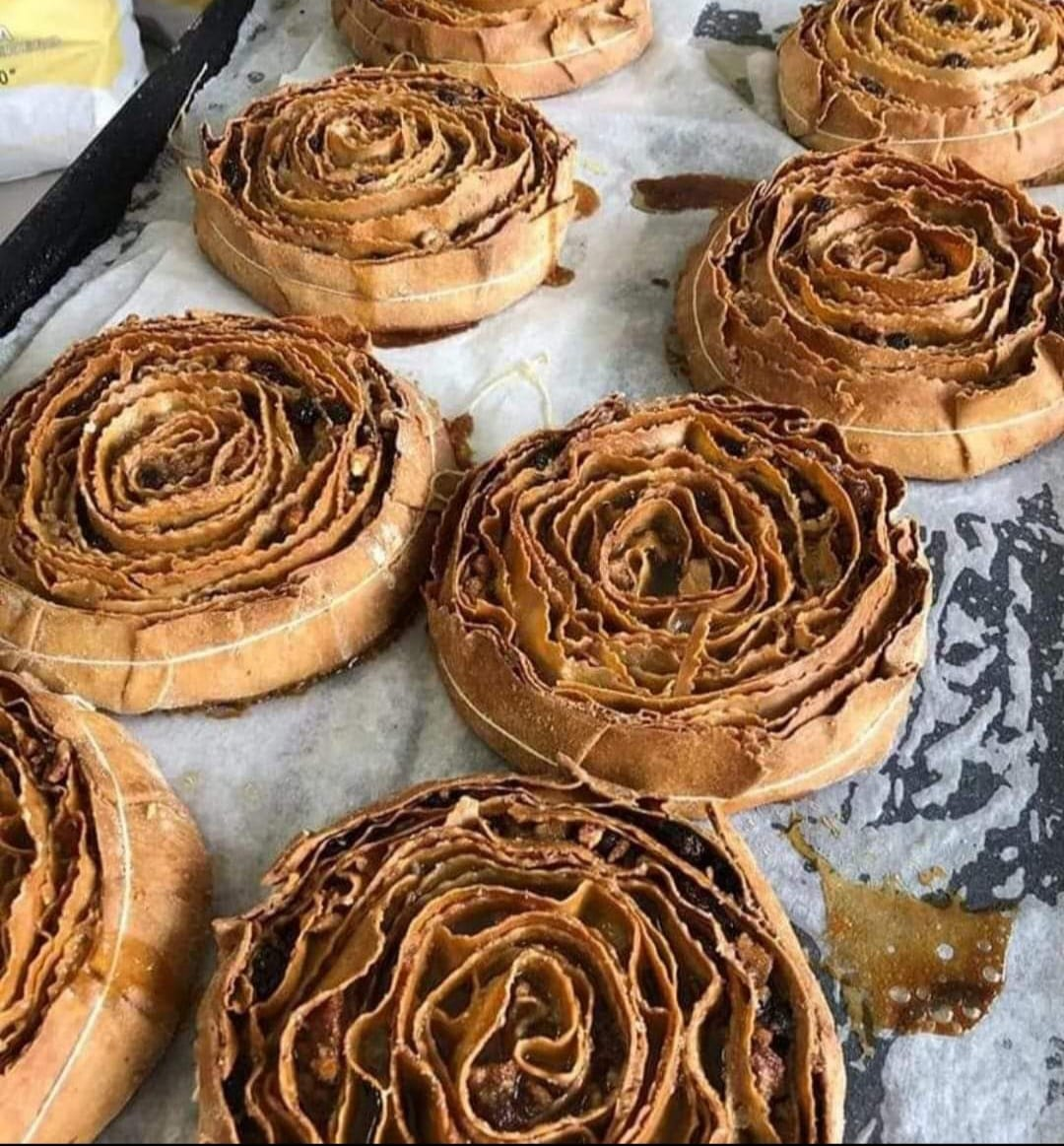
Tipiche pitta'nchiuse di Cropani

Per quanto concerne l'ambito culinario, è opportuno segnalare il ruolo dei prodotti agroalimentari locali. La loro trasformazione e conservazione crea degli appuntamenti fissi nonché dei veri e propri riti durante l'anno.
L'autunno è caratterizzato dalla produzione dell'olio, ottenuto frangendo le olive raccolte nei tanti uliveti presenti sulle colline cropanesi. Un ruolo di primo piano è svolto dall'essiccazione delle castagne e dalla raccolta dei funghi, con i quali si preparano delle conserve.
In inverno, soprattutto durante il periodo natalizio, è prassi diffusa cucinare le melanzane ripiene e le crespelle salate. Particolare risalto ricopre la macellazione del maiale con la produzione di insaccati, capicollo, sanguinaccio, risimogli o frisuli, gelatina, frittole, ecc. Nelle giornate natalizie si preparano numerose varietà di dolci tipici come le pitta'nchiuse, le crespelle zuccherate e le pignolate.
In primavera, nel corso delle festività pasquali, la tradizione locale prevede la macellazione di agnelli e di capretti, per consumarli con amici e parenti, specialmente nel giorno di Pasquetta. È altresì in uso la preparazione di dolci pasquali, il più noto dei quali è la cuzzupa, alla quale erano collegati riti di dono tra i fidanzati.
L'estate è il tempo della produzione di marmellate, di liquori tipici — come la cedratella e il liquore di limetta, della raccolta dell'origano e delle varie conserve con pomodori e peperoni.
In generale, la dieta popolare trova fondamento sui prodotti derivati dalla farina — come il pane di grano duro, la pitta, la pasta fresca tra cui gli mparrettati e i covatelli, sui derivati del latte di pecora — ossia ricotta, pecorino, giuncata, ecc. — oltre che sui piatti poveri realizzati con legumi e cereali.
Tutta questa grande varietà di prodotti tipici trova spazio espressivo nelle numerose sagre paesane, organizzate di solito in occasione delle festività.

### Eventi
Il Premio Mar Jonio
Ogni anno, durante l'estate, a Cropani viene conferito il Premio Mar Jonio. Questo premio viene assegnato a personalità che con le loro opere e la loro vita onorano il Mezzogiorno in Italia e all'estero.

### Città del Libro
Dal 2014 Cropani fa parte della rete delle "Città del Libro" con la manifestazione letteraria Festivaletteratura di Calabria "Parole Erranti", che si tiene ogni anno fra luglio e agosto.

## Geografia antropica

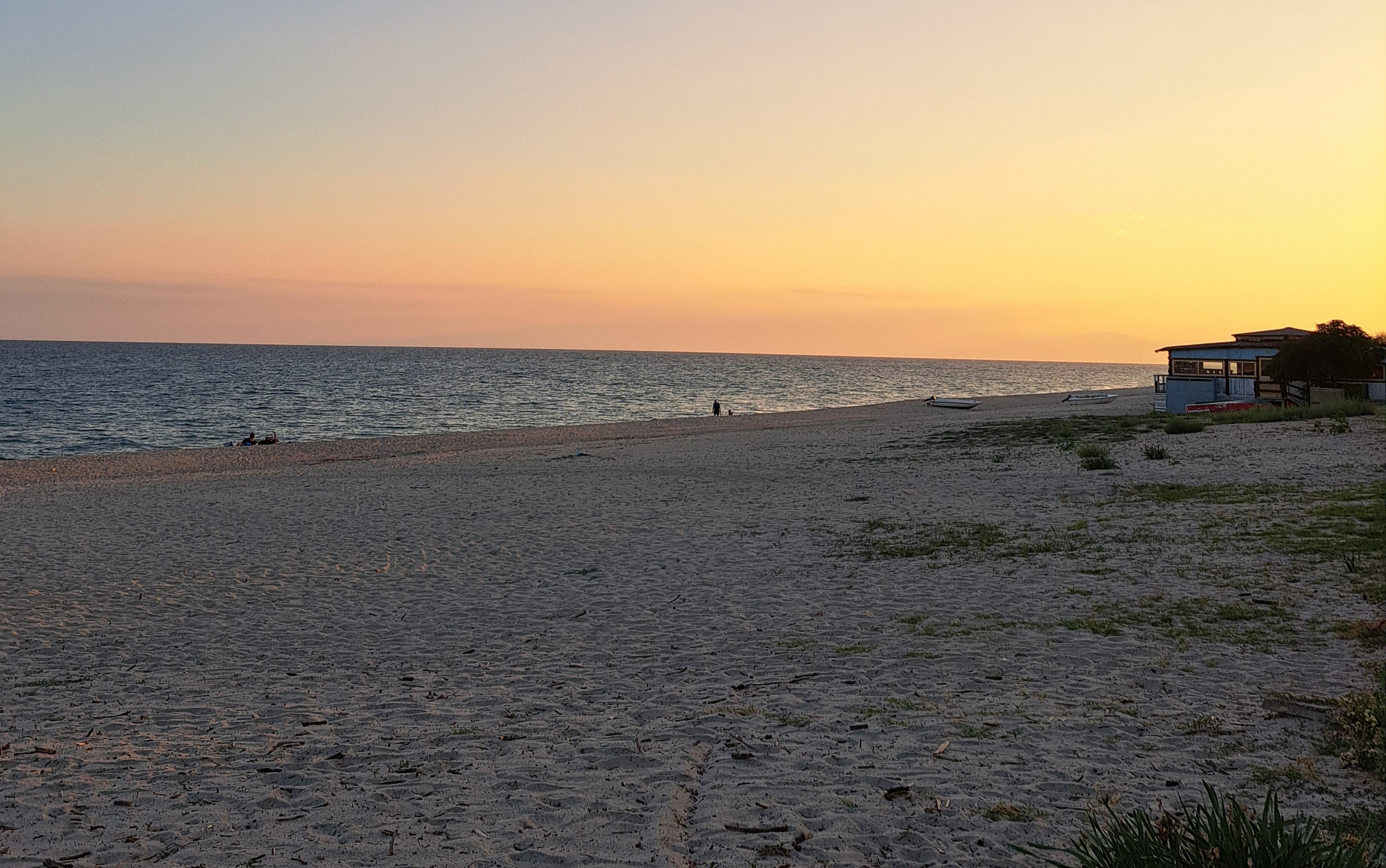
La spiaggia di Cropani Marina

### Frazioni
- Cropani Marina, è un centro abitato situato lungo la strada statale 106 Jonica. I primi insediamenti nacquero presso l'odierna Piazza Alcide Cervi attorno alla stazione ferroviaria, da pochi anni ristrutturata[51], per poi espandersi verso la costa ionica. Confina con i comuni di Sellia Marina e Botricello, anch'essi attraversati dalla suddetta SS106[52].
- Cuturella di Cropani, è un piccolo borgo medievale, distante da Cropani un paio di kilometri. Conta circa 400 abitanti ed è situato fra il fiume Crocchio e i comuni di Andali e Cerva. Secondo alcune fonti, le sue origini risalirebbero alla metà del XV secolo[53].

#### Altre località
Fra le altre località periferiche presenti nel territorio, occorre menzionare: "Contrada Difesa", situata nei pressi nella SS106 e al confine col comune di Botricello; "Passo Crocchio", sempre nei pressi della SS106, tra Cropani Marina e Botricello; infine il "Villaggio Carrao", nella frazione di Cropani Marina, è un agglomerato di villette che ospita centinaia di turisti durante la stagione estiva, partecipando così allo sviluppo economico della zona marittima.

## Economia

### Agricoltura
La zona collinare è caratterizzata dalla diffusa coltivazione dell'ulivo, che si riverbera nella presenza di diversi oleifici a conduzione familiare attivi nel territorio circostante Cropani Superiore e Cuturella di Cropani. Seppur marginali rispetto agli uliveti, sono presenti numerosi vigneti, dedicati sostanzialmente all'autoproduzione di vino.
Nelle zone più pianeggianti è riscontrabile la coltivazione dei cereali (soprattutto grano e orzo), di alberi da frutto (in particolare pescheti e agrumeti), nonché di verdure e ortaggi tipicamente mediterranei (pomodori, peperoni, melanzane, zucchine, cetrioli, finocchi, cavoli, ecc.). Queste ultime colture sono più diffuse nelle zone adiacenti al fiume Crocchio, raggiunte dal sistema di irrigazione.

### Turismo

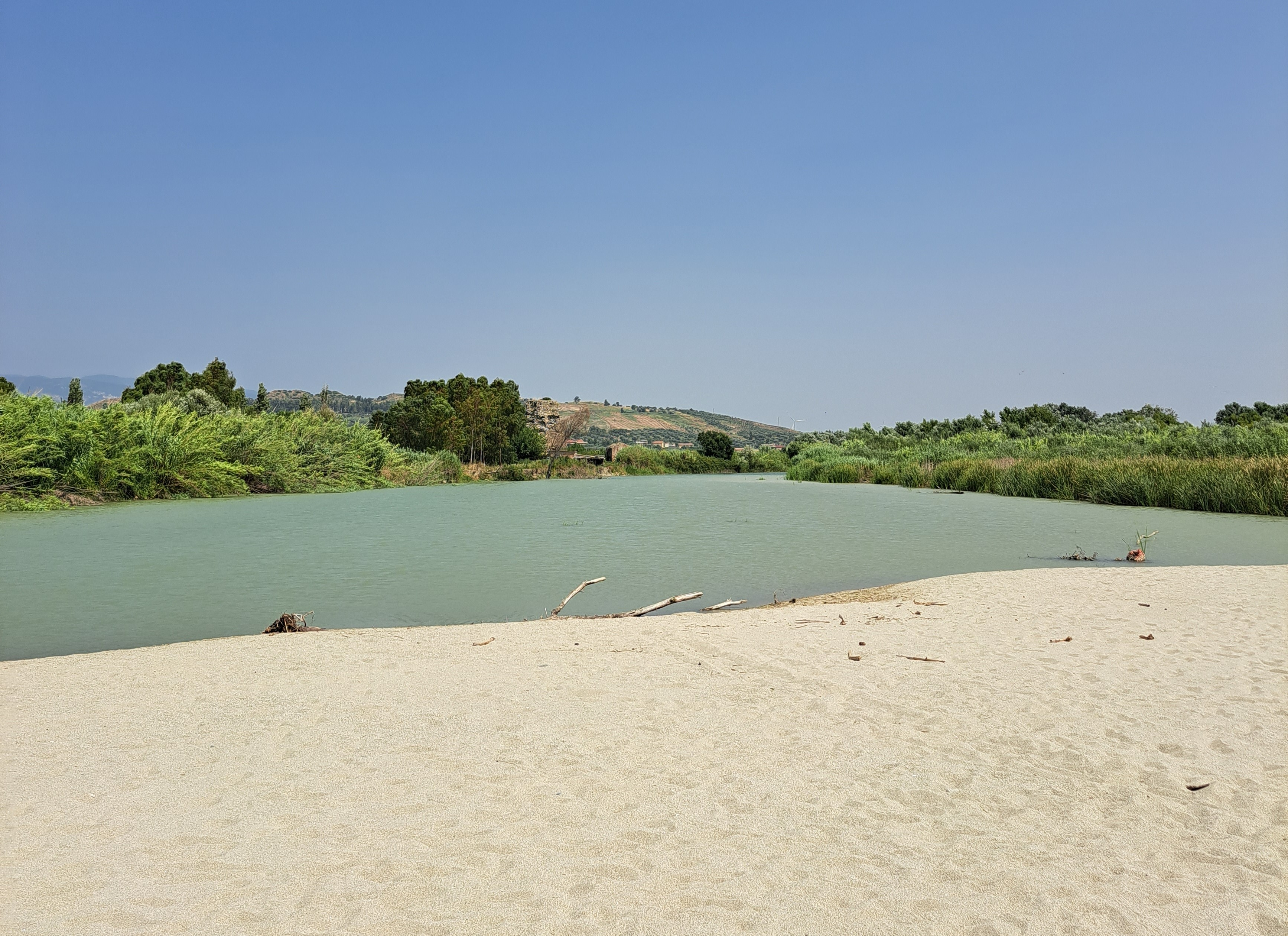
Foce del fiume Crocchio (località Torre del Crocchio), sullo sfondo si intravedono i resti della Torre del Crocchio

Nella zona marittima sono da segnalare numerosi residence e villaggi turistici, centri commerciali e diversi negozi con prodotti locali (olio, vino, conserve, latticini, insaccati, salami, pasta casereccia, peperoncino piccante, ecc.). Per ampi tratti la spiaggia sabbiosa è costeggiata da una pineta e da eucalipti, in cui è possibile anche trovare, nel periodo estivo, spazi adibiti al campeggio e ad attività sportive quali il calcio a 5, il tennis e il beach volley. Merita menzione il fatto che la foce del Crocchio, che si trova proprio nel territorio di Cropani Marina, sia tra i siti d'importanza comunitaria (SIC) riconosciuti dall'Unione europea per la biodiversità vegetativa e zoologica, nonché per la qualità delle acque. 
Per quanto riguarda la zona collinare, sono proposti degli itinerari naturalistici ed escursionistici nel comprensorio della Valle del Crocchio, di cui fanno parte anche Cropani assieme ai comuni limitrofi di Sersale, Sellia Marina, Andali e Cerva. Lungo tali percorsi si possono apprezzare le cascatelle del fiume Crocchio, oltre a gole e monoliti. Ricca è la fauna in questi luoghi; da segnalare specie rare come la salamandrina dagli occhiali, il nibbio, il gufo reale e comune, il gheppio, il corvo imperiale, il capovaccaio. La vegetazione, invece, è caratterizzata dalla presenza di piante arbustive tipiche della macchia mediterranea (mirto, lentisco, fillirea, biancospino, ginestra, ferula, ampelodesma) e di boschi con prevalenza di lecci e roverelle nonché, nei comuni più elevati, di antichi castagneti da frutto.

## Infrastrutture e trasporti

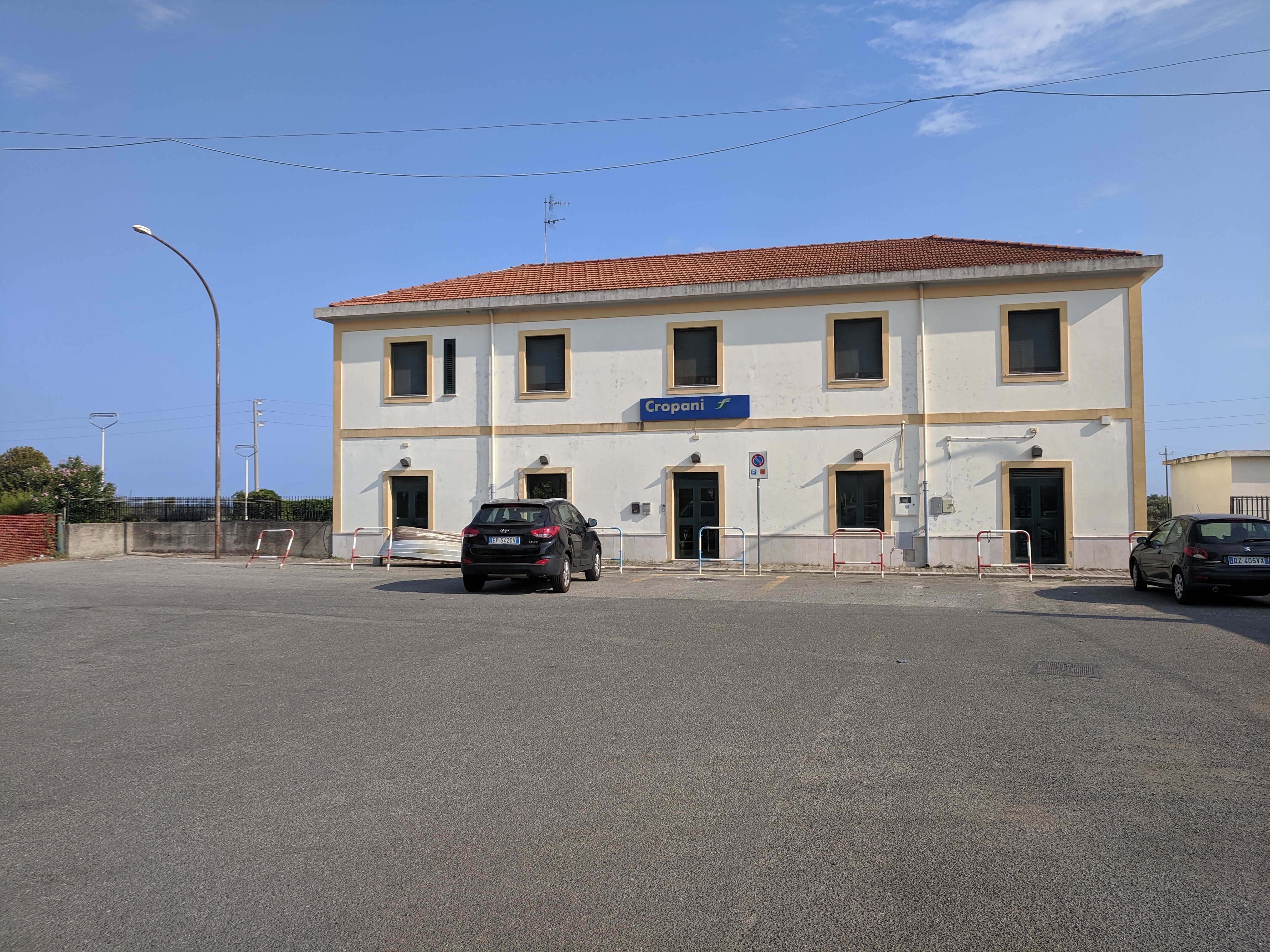
La stazione.

### Strade
Le due principali arterie stradali che attraversano il territorio sono la strada provinciale 158/1 (ex SS180), che collega Cropani Marina con Sersale — e la SS106 Ionica (costituente la strada europea E90), che lega la frazione di Cropani Marina ai centri limitrofi di Sellia Marina e Botricello. Inoltre, merita di essere menzionata la SP10, connettente Cropani con la frazione di Cuturella di Cropani.
La suddetta SP158/1 è sottoposta ad adeguamento, che la trasformerà in una strada extraurbana secondaria di tipo C1.

### Ferrovie
Cropani dispone di una stazione ferroviaria sulla Ferrovia Jonica, presso la frazione di Cropani Marina, in Piazza Alcide Cerri. Dista dal centro storico cittadino 9,5 km seguendo la strada provinciale 158/1 (ex SS180) e la SS106.

## Amministrazione
| Periodo          | Periodo          | Primo cittadino                                            | Partito                                                                    | Carica                    | Note   |
| ---------------- | ---------------- | ---------------------------------------------------------- | -------------------------------------------------------------------------- | ------------------------- | ------ |
| 1988             | 23 aprile 1995   | Pasquale Capellupo                                         | Partito Comunista Italiano Partito Democratico della Sinistra lista civica | sindaco                   | [ 61 ] |
| 23 aprile 1995   | 13 giugno 1999   | Pasquale Capellupo                                         | Partito Democratico della Sinistra lista civica                            | sindaco                   |        |
| 13 giugno 1999   | 13 giugno 2004   | Antonio Grano                                              | lista civica Indipendente                                                  | sindaco                   |        |
| 13 giugno 2004   | 7 giugno 2009    | Antonio Grano                                              | lista civica                                                               | sindaco                   |        |
| 7 giugno 2009    | 25 maggio 2014   | Bruno Colosimo                                             | lista civica "Cropani Domani"                                              | sindaco                   |        |
| 25 maggio 2014   | 31 luglio 2017   | Bruno Colosimo                                             | lista civica "Crop@ni È"                                                   | sindaco                   |        |
| 31 luglio 2017   | 10 novembre 2019 | Antonia Maria Grazia Surace Cesare De Rosa Carla Fragomeni |                                                                            | commissario straordinario | [ 62 ] |
| 10 novembre 2019 | in carica        | Raffaele Mercurio                                          | lista civica "Nuovamente Cropani Rinasce"                                  | sindaco                   |        |